# Валі (посада)
Валі — посада в адміністрації ісламських країн, відповідна посаді намісника провінції або іншої адміністративної одиниці, на які ділиться країна.
Посада відома з VII століття, з самого початку складання ісламського державного апарату. Валі були намісниками халіфів у завойованих землях і ними безпосередньо призначалися. Згодом, у міру ослаблення центральної влади, валі отримали значну автономію та деякі з них стали родоначальниками незалежних мусульманських династій.
У Пізніше Середньовіччя та Ранній новий час валі називалися намісники (губернатори) провінцій Оттоманської імперії, а самі провінції отримали назву вілаєтів. В Єгипті Мухаммед Алі і його спадкоємці, до того як прийняти титул хедив, використовували в 1805–1866 титул валі.
Останнім часом термін валі як назва посади керуючого провінцією використовується в ряді ісламських країн, у тому числі в Афганістані, Алжирі, Марокко, Омані, Тунісі, Туреччині та Туркменістані.